# Jugurtha

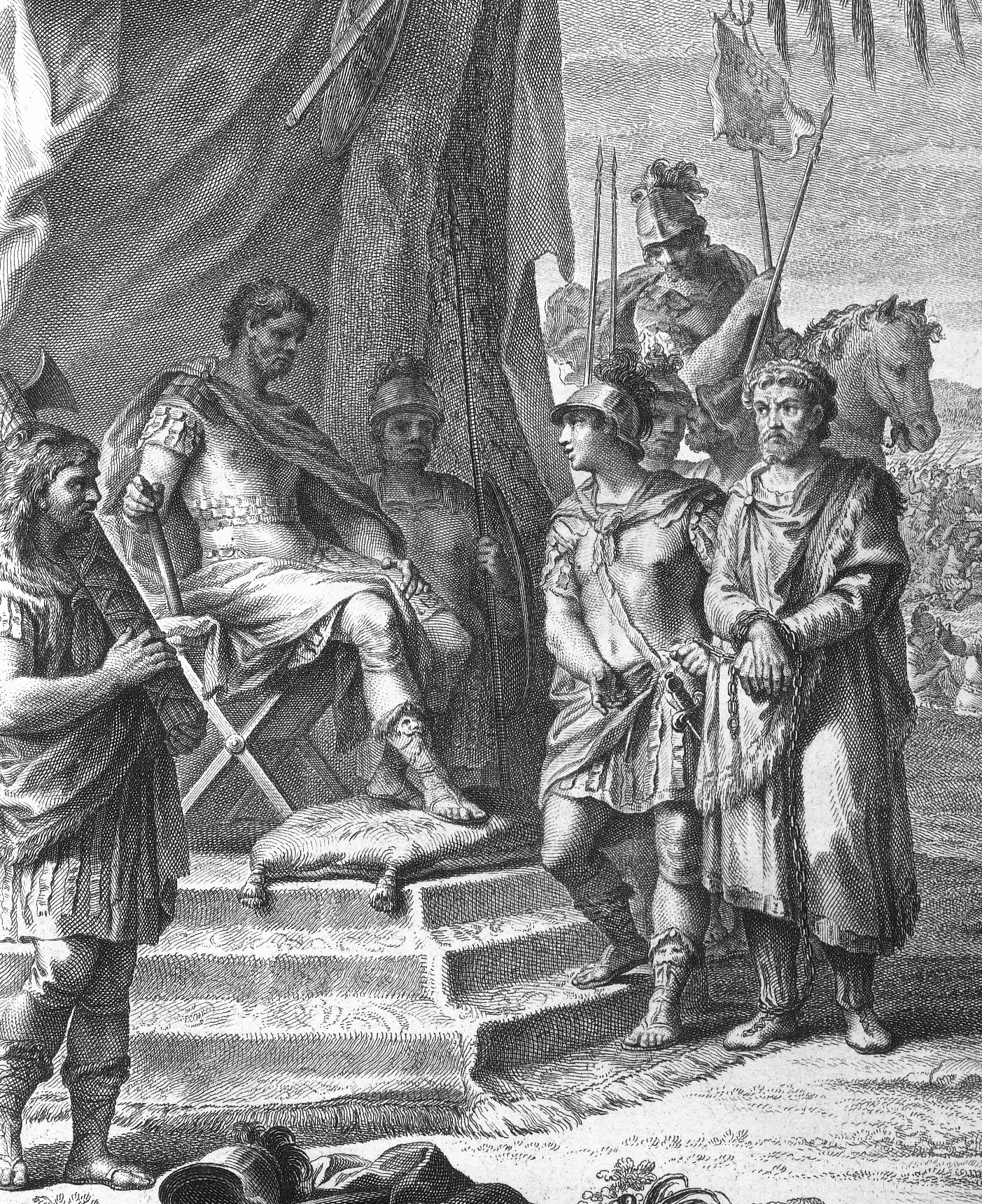
Jugurtha

Jugurtha (Tifinagh: Yugarten), född cirka 160 f.Kr., död 104 f.Kr., var en numidisk kung, oäkta son till Mastanabal, en son till kung Masinissa. 

## Biografi
Av sin farbror Micipsa uppfostrades han tillsammans med dennes söner. Jugurtha skickades av Micipsa att lära krigskonsten under Scipio Aemilianus vid Numantia. Där vann den unge furstesonen bekantskaper bland de förnäma romarna. Redan då torde Jugurtha ha börjat umgås med planer på Numidiens konungarike. 
Hemkommen från Numantia, blev han adopterad av Micipsa och insatt till arvinge tillsammans med Micipsas söner. Den gamle kungen verkar ha fruktat för Jugurthas strävanden; hans fruktan blev också besannad. Knappt hade nämligen Micipsa dött, förrän Jugutha började tvista med sina bröder. Den ene av dessa, Hiempsal, överfölls och dödades (117 f.Kr.), och den andre, Adherbal, tvingades fly till Rom. Jugurtha skickade då dit sändebud, som genom mutor stämde senaten till hans förmån. Riket delades mellan bröderna, men snart retade Jugutha Adherbal till krig samt besegrade och dödade honom (112 f.Kr.). Då förklarade romarna krig, och allt verkade förlorat. Men Jugurtha som kallades att inställa sig i Rom, förstod att skickligt bearbeta senaten och skulle möjligen ha kommit ifrån saken, om han inte låtit lönnmörda en släkting. 
Kriget fortsatte, men med föga ära för Rom, vars fältherre lät överlista sig och tvangs att ingå dagtingan. Då fann man det i Rom vara tid att ta saken på allvar. Q. Caecilius Merellus fick 109 f.Kr. överbefälet och slog Jugurtha, men kunde inte göra slut på kriget. Nu fick Marius befälet. Han förde kriget med kraft och framgång samt lyckades slutligen genom sin kvestor Sulla förmå Jugurthas svärfar, kung Bocchus i Mauretanien, att utlämna mågen (105 f.Kr.). Denne fängslades och fördes till Rom, där han fick gå i Marius triumftåg (1 januari 104 f.Kr.) och därefter kastades i statsfängelset Carcer Mamertinus där han avled.

## Utmärkelser
Asteroiden 1248 Jugurtha är uppkallad efter honom.